# Central Bedfordshire
Central Bedfordshire ist eine Unitary Authority in der Grafschaft Bedfordshire in England. Verwaltungssitz ist Chicksands.
Central Bedfordshire wurde am 1. April 2009 durch die Fusion der beiden Districts Mid Bedfordshire und South Bedfordshire gebildet. Gleichzeitig wurde der Grafschaftsrat (County Council)  von Bedfordshire aufgehoben und seine Kompetenzen, soweit sie das Gebiet von Central Bedfordshire betreffen, auf den Rat von Central Bedfordshire (Central Bedfordshire Council) übertragen. Seitdem ist Bedfordshire in die drei Unitary Authoritys Central Bedfordshire, Bedford und Luton gegliedert.

## Städte und Dörfer
- Ampthill
- Arlesey
- Aspley Guise
- Aspley Guise
- Barton-le-Clay
- Biggleswade
- Blunham
- Broom
- Caddington
- Campton
- Clifton
- Clophill
- Chalton
- Chicksands
- Cranfield
- Dunstable
- Eaton Bray
- Flitton
- Flitwick
- Greenfield
- Harlington
- Haynes
- Henlow
- Higham Gobion
- Houghton Conquest
- Houghton Regis
- Husborne Crawley
- Langford
- Leighton Buzzard
- Lidlington
- Linslade
- Marston Moretaine
- Maulden
- Millbrook
- Northill
- Old Warden
- Potton
- Pulloxhill
- Sandy
- Shefford
- Silsoe
- Shillington
- Slip End
- Southill
- Stanford
- Steppingley
- Stotfold
- Sutton
- Tebworth
- Toddington
- Westoning
- Wingfield
- Woburn
- Woodside